# Chloe Bennet
Chloe Bennet, nata Chloé Wang (cinese semplificato: 汪可盈; pinyin: Wāng Kěyíng; Chicago, 18 aprile 1992) è un'attrice e cantante statunitense.

## Biografia
Nata a Chicago, Illinois, dall'imprenditore bancario di origini cinesi, Bennet Wang, e dall'americana Stephanie, medico, Chloe ha completato gli studi elementari nella città natale in un istituto Montessori, venendo spinta a seguire i suoi impulsi creativi. Della sua famiglia fanno parte anche sei fratelli; tre biologici e tre adottivi, di cui due africani e uno messicano.
A quindici anni, dopo aver frequentato il St. Ignatius College Prep, Chloe si trasferisce a Pechino, patria paterna, al fine di intraprendere la carriera di cantante pop. Qui studia il cinese e, in breve tempo, fa uscire due singoli Uh Oh e Every Day in Between, entrambi registrati in Svezia ed il primo dei quali sia in inglese che in mandarino.

## Carriera
Fatto successivamente ritorno negli Stati Uniti, si stabilisce a Los Angeles e, con lo pseudonimo di Chloe Bennet, muove i primi passi come attrice presentando lo show TeenNick di breve durata The Nightlife e comparendo nel ruolo ricorrente di Hailey nella serie televisiva ABC Nashville.
Nel 2011 compare nel videoclip Tonight, della band coreana Big Bang.
Il 19 dicembre 2012 viene ufficializzato il suo ingresso nel cast della serie televisiva Agents of S.H.I.E.L.D. nel ruolo di Skye, hacktivista neoreclutata dall'agenzia spionistica, ruolo col quale ricompare in un cameo in Spider-Man: Across the Spider-Verse con immagini di repertorio.

## Filmografia

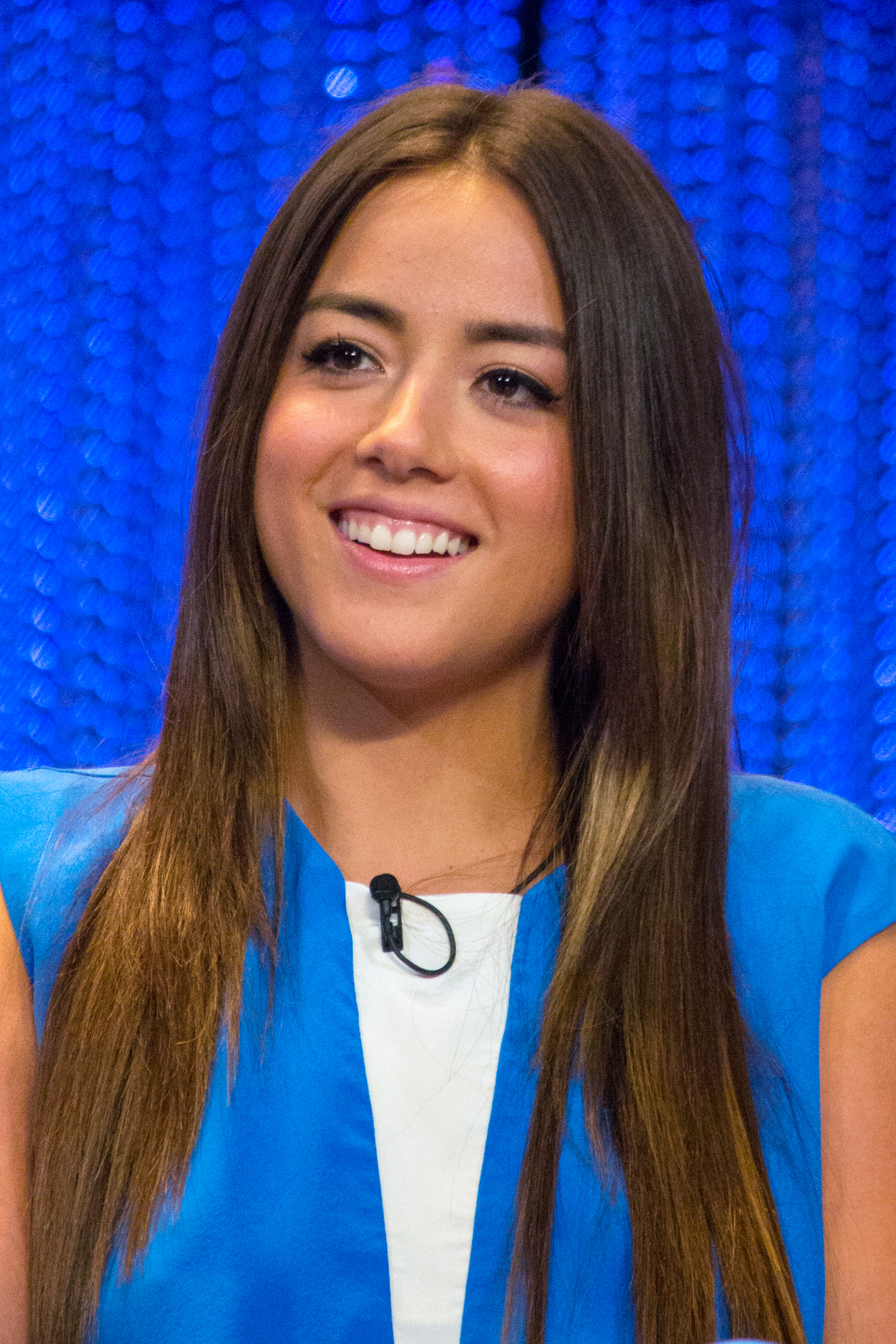
Chloe Bennet al New York PaleyFest nel 2014

### Attrice

#### Cinema
- Nostradamus, regia di Thomas Ikimi – cortometraggio (2014)
- 5 Years Apart, regia di Joe Angelo Menconi (2019)
- Valley Girl, regia di Rachel Goldenberg (2020)
- Spider-Man: Across the Spider-Verse, regia di Joaquim Dos Santos, Kemp Powers e Justin K. Thompson (2023)

#### Televisione
- The Nightlife – serie TV (2010)
- Intercept, regia di Kevin Hooks – film TV (2012)
- Nashville – serie TV, 7 episodi (2012-2013)
- Agents of S.H.I.E.L.D. – serie TV, 136 episodi (2013-2020)
- The Birthday Boys – serie TV, episodio 2x05 (2014)
- Agents of S.H.I.E.L.D.: Slingshot – serie web, episodi 1x01-1x05-1x06 (2016)

#### Videoclip
- Uh Oh (2011)
- Every Day in Between (2011)
- Tonight dei Big Bang (2011)

### Doppiatrice
- Trilli e la creatura leggendaria (Tinker Bell and the Legend of the NeverBeast), regia di Steve Loter (2014)
- Jake e i pirati dell'Isola che non c'è (Jake and the Never Land Pirates) – serie animata, episodio 3x30 (2015)
- Marvel Rising – serie animata, 5 episodi (2018-2019)
- Il piccolo yeti (Abominable), regia di Jill Culton (2019)
- Invincible (2023)

## Discografia

### Singoli
- 2011 – Uh Oh (Versione inglese)[10]
- 2011 – Uh Oh (Versione cinese)[11]
- 2011 – Every Day in Between[12]

## Riconoscimenti
- Kids' Choice Awards
  - 2015 – Candidatura come attrice televisiva preferita per Agents of S.H.I.E.L.D.[13]
  - 2016 – Candidatura come personaggio TV donna preferita per Agents of S.H.I.E.L.D.

- Unforgettable Gala
  - 2015 – Onorata come attrice dell'anno

- Teen Choice Awardss
  - 2018 – Candidatura come miglior attrice televisiva d'azione per Agents of S.H.I.E.L.D.

## Doppiatrici italiane
Nelle versioni in italiano delle opere in cui ha recitato, Chloe Bennet è stata doppiata da:
- Valentina Favazza in Agents of S.H.I.E.L.D.
- Joy Saltarelli in Nashville

Da doppiatrice è sostituita da
- Ughetta d'Onorascenzo in Trilli e la creatura leggendaria
- Lavinia Paladino in Il piccolo yeti